# گراهام هارمن
گراهام هارمن (متولد ۹ مارس ۱۹۶۸) استاد برجستهٔ فلسفه در سای-آرک در لس آنجلس است. کار او بر متافیزیک اشیاء منجر به توسعه هستی‌شناسی شیء محور شد. او یک چهرهٔ محوری در جریان واقع گرایی غریب در فلسفه معاصر است.

## زندگی‌نامه
هارمن در شهر آیووا متولد شد و در مانت ورنون، آیووا بزرگ شد. در سال ۱۹۹۰ از کالج سینت جان در آناپولیس، مریلند مدرک کارشناسی هنر گرفت و در سال ۱۹۹۱ برای کسب مدرک کارشناسی ارشد به دانشکده تحصیلات تکمیلی دانشگاه ایالتی پنسیلوانیا رفت و زیر نظر فیلسوف آلفونسو لینگیس به تحصیل پرداخت. در حالی که بر روی تز دکترای خود در دانشگاه دوپال کار می‌کرد به عنوان خبرنگار ورزشی آنلاین مشغول به کار شد، تجربه ای که به برای بهبود سبک نوشتاری و خلاقیت او کمک کرد. پس از اتمام تحصیلاتش در سال ۱۹۹۹، او به بخش فلسفه دانشگاه آمریکایی قاهره پیوست و از سال ۲۰۰۰ در این دانشگاه تدریس کرد.